# Air Creebec

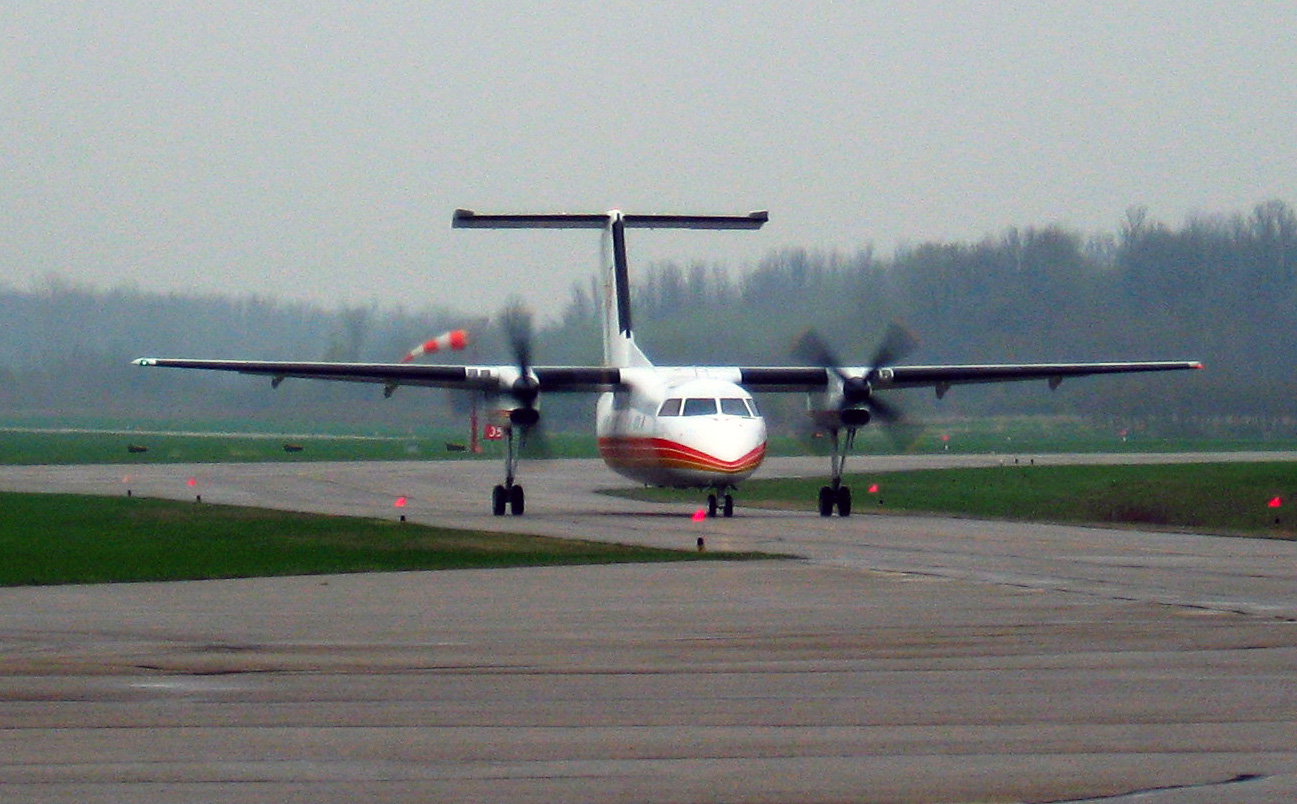
Air Creebec Dash-8-102 C-FCSK

Air Creebec Inc. – regionalna kanadyjska linia lotnicza z siedzibą w Val-d'Or, w prowincji Quebec. Obsługuje regularne i czarterowe loty do miejsc docelowych w Quebecu i Ontario. Jej główną bazą jest lotnisko Val-d'Or z węzłem przesiadkowym na lotnisku Timmins/Victor M. Power. 

## Historia
Linia lotnicza powstała w czerwcu 1982 i rozpoczęła działalność 1 lipca 1982. W tym czasie Cree posiadał 51% udziałów w firmie, a Austin Airways posiadał pozostałe 49%. W 1988 Cree kupiło wszystkie aktywa linii lotniczych w ramach największej do tej pory transakcji handlowej przeprowadzonej przez jakąkolwiek aborygeńską grupę w Kanadzie, czyniąc Air Creebec w całości własnością Cree. 

## Miejsca docelowe
Według stanu z 2025 linia obsługiwała regularne krajowe loty na 15 kierunkach we wschodniej części Kanady. 

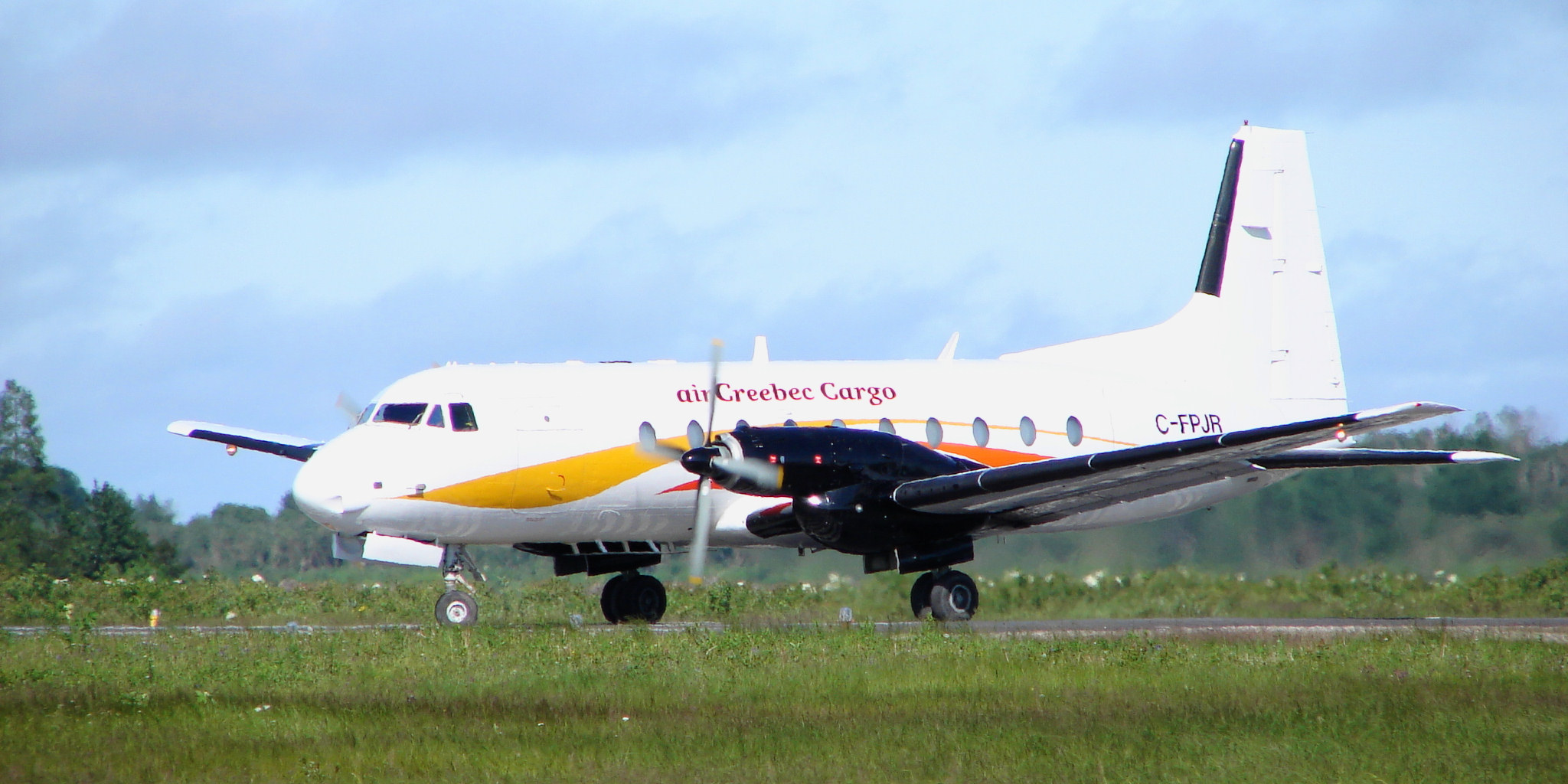
Air Creebec HS 748 C-FPJR

## Flota
Według stanu na marzec 2025 flota Air Creebec składa się z 21 samolotów, w tym 3 przeznaczonych wyłącznie do transportu cargo, o średnim wieku 34 lat: 
| Samolot                | Samolot | Samolot   | Liczba miejsc | Liczba miejsc | Uwagi              |
| Model                  | Aktywne | Zamówione | E             | Łącznie       | Uwagi              |
| ---------------------- | ------- | --------- | ------------- | ------------- | ------------------ |
| ATR 72                 | 1       | -         | -             | -             | Konfiguracja cargo |
| De Havilland DHC-8-100 | 2       | -         | -             | -             | Konfiguracja cargo |
| De Havilland DHC-8-100 | 16      | -         | 37            | 37            |                    |
| De Havilland DHC-8-300 | 2       | -         | 50            | 50            |                    |
| Łącznie                | 21      | 0         |               |               |                    |